# Dólar de Sealand

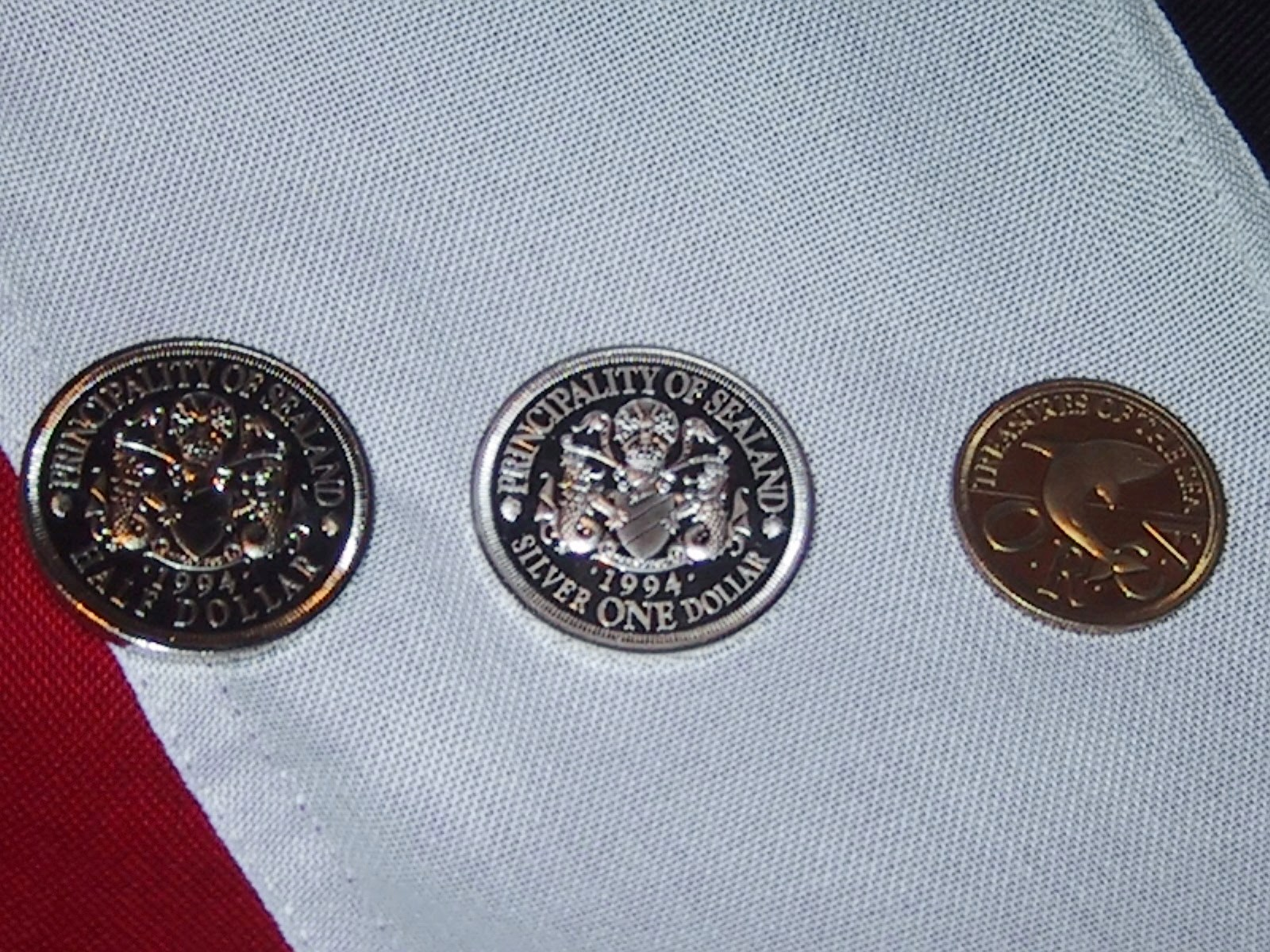
Monedas de dólar de Sealand.

El dólar de Sealand es la moneda utilizada en el Principado de Sealand, un microestado fundado sobre una base militar construida durante la Segunda Guerra Mundial. Al no poseer reconocimiento internacional, el Principado de Sealand mantiene como referencia el dólar estadounidense para realizar cambios de monedas extranjeras.

## Historia
Sealand empezó a generar su moneda en el año 1972. La primera moneda en ser lanzada fue la de 10 dólares. Más monedas han sido creadas a lo largo de 1975 y 1977, introduciendo las monedas de 20 y 100 dólares. La moneda de 10 dólares está compuesta de una chapa de plata 925 y la de 100 tiene un baño de oro fino.

## Lista de monedas
| Denominación | Anverso                                             | Reverso                                       | Año  | Metal       | Cantidad emitida |
| ------------ | --------------------------------------------------- | --------------------------------------------- | ---- | ----------- | ---------------- |
| SX$0.25      | Escudo de Sealand                                   | Orca                                          | 1994 | Bronce      | 1111             |
| SX$0.25      | Escudo de Sealand                                   | Orca                                          | 1994 | .999 Plata  | 500              |
| SX$0.5       | Escudo de Sealand                                   | Orca                                          | 1994 | Cuproníquel | 1111             |
| SX$0.5       | Escudo de Sealand                                   | Orca                                          | 1994 | Plata       | 500              |
| SX$1         | Escudo de Sealand                                   | Orca                                          | 1994 | Plata       | 20000            |
| SX$1         | Escudo de Sealand                                   | Orca                                          | 1994 | Oro         | 1111             |
| SX$2.5       | Escudo de Sealand                                   | Orca                                          | 1994 | Bronce      | 10000            |
| SX$2.5       | Escudo de Sealand                                   | Orca                                          | 1994 | Plata       | 500              |
| SX$2.5       | Escudo de Sealand                                   | Orca                                          | 1994 | Oro         | 1111             |
| SX$5         | Escudo de Sealand                                   | Orca                                          | 1994 | Oro         | 2500             |
| SX$10        | Princesa Joan                                       | Velero                                        | 1972 | .925 Plata  | 2000             |
| SX$10        | Princesa Joan                                       | Escudo de Sealand                             | 1977 | .925 Plata  | 2000             |
| SX$10        | Príncipe Roy                                        | Escudo de Sealand                             | 1977 | .925 Plata  | 2000             |
| SX$20        | Princesa Joan                                       | Escudo de Sealand                             | 1975 | Plata       | desconocido      |
| SX$25        | Príncipe Roy                                        | Escudo de Sealand y Recuerdo del Príncipe Roy | 2012 | .925 Plata  | 300              |
| SX$25        | Princesa Joan, Príncipe Roy y Príncipe Michael      | Alzando la bandera                            | 2017 | .925 Plata  | 300              |
| SX$100       | Príncipe Roy, Princesa Joan y Principado de Sealand | Escudo de Sealand                             | 1977 | .900 Oro    | 2000             |
| SX$100       | Primer ministro Seiger (Johannes Seiger)            | Escudo de Sealand                             | 1991 | Plata       | desconocido      |

- Datos: Q4817670